# Дуель (телесеріал)
Дуе́ль (кор. 듀얼, інші назви — Двійник) — південнокорейський телесеріал, що розповідає історію про викрадення доньки поліцейського містичним людським клоном. Телесеріал показувався з 3 червня по 23 липня 2017 щосуботи та щонеділі на каналі OCN. У головних ролях Чон Че Йон, Кім Чон Ин, Ян Се Джон та Со Ин Су.

## Сюжет
Під час перевезення дочки поліцейського, Чан Дик Чхона, до лікарні, її викрадає чоловік та вимагає за неї викуп. Дик Чхон розпочинає пошуки викрадача своєї дочки, однак він стикається з неочікуваною проблемою: при арешті підозрюваного, він помічає іншого чоловіка з таким самим обличчям. Тепер єдиною зачіпкою до розкриття злочину є дві особи з однаковим обличчям.

## Акторський склад

### Головні ролі
- Чон Че Йон як Чан Тик Чхон
- Кім Чон Ин як Чхве Со Хє
- Ян Се Джон як Лі Сон Джун/Лі Сон Хун
- Со Ин Су як Рю Мі Ре

### Другорядні ролі

#### Люди близькі до Чан Дик Чхон
- Лі На Юн як Чан Су Йон
- Юн Кьон Хо як Лі Хьон Сік
- Чхве Ун як На Су Хо

#### Люди близькі до Чхве Чо Хє
- Лі Ю Ин як На Сон І
- Лі Сон Ук як Ку Пон Сок

#### Люди близькі до Рю Мі Ре
- Кім Кі Ду як Кім Ік Хон

## Оригінальні звукові доріжки
| Duel (Original Television Soundtrack), Pt. 1 | Duel (Original Television Soundtrack), Pt. 1 | Duel (Original Television Soundtrack), Pt. 1 | Duel (Original Television Soundtrack), Pt. 1 |
| #                                            | Назва                                        | Виконавець                                   | Тривалість                                   |
| -------------------------------------------- | -------------------------------------------- | -------------------------------------------- | -------------------------------------------- |
| 1.                                           | «Duel»                                       | Mad Soul Child                               | 3:48                                         |

| Duel (Original Television Soundtrack), Pt. 2 | Duel (Original Television Soundtrack), Pt. 2 | Duel (Original Television Soundtrack), Pt. 2 | Duel (Original Television Soundtrack), Pt. 2 |
| #                                            | Назва                                        | Виконавець                                   | Тривалість                                   |
| -------------------------------------------- | -------------------------------------------- | -------------------------------------------- | -------------------------------------------- |
| 1.                                           | «Because Of You»                             | Кан Са Ра                                    | 3:52                                         |

## Рейтинги
Найнижчі рейтинги позначені синім кольором, а найвищі — червоним кольором.
| Номер #          | Дата показу      | Середнє значення кількості переглядів | Середнє значення кількості переглядів | Середнє значення кількості переглядів | Середнє значення кількості переглядів |
| Номер #          | Дата показу      | TNMS Ratings                          | AGB Nielsen                           | AGB Nielsen                           |                                       |
| Номер #          | Дата показу      | Загальнонаціональні                   | Загальнонаціональні                   | Сеул                                  |                                       |
| ---------------- | ---------------- | ------------------------------------- | ------------------------------------- | ------------------------------------- | ------------------------------------- |
| 1                | 3 червня 2017    | 1,2 %                                 | 2,028 %                               | 2,385 %                               |                                       |
| 2                | 4 червня 2017    | 1,2 %                                 | 1,938 %                               | 2,160 %                               |                                       |
| 3                | 10 червня 2017   | 1,2 %                                 | 1,966 %                               | 2,431 %                               |                                       |
| 4                | 11 червня 2017   | 1,2 %                                 | 2,182 %                               | 2,853 %                               |                                       |
| 5                | 17 червня 2017   | 1,1 %                                 | 1,530 %                               | Н/Д                                   |                                       |
| 6                | 18 червня 2017   | 1,6 %                                 | 1,949 %                               | 2,390 %                               |                                       |
| 7                | 24 червня 2017   | 1,2 %                                 | 1,530 %                               | 1,998 %                               |                                       |
| 8                | 25 червня 2017   | 1,3 %                                 | 1,796 %                               | 2,098 %                               |                                       |
| 9                | 1 липня 2017     | 1,0 %                                 | 1,666 %                               | 1,968 %                               |                                       |
| 10               | 2 липня 2017     | 1,3 %                                 | 1,703 %                               | 1,905 %                               |                                       |
| 11               | 8 липня 2017     | 1,3 %                                 | 1,567 %                               | Н/Д                                   |                                       |
| 12               | 9 липня 2017     | 1,6 %                                 | 1,730 %                               | 1,958 %                               |                                       |
| 13               | 15 липня 2017    | 1,3 %                                 | 1,426 %                               | 1,570 %                               |                                       |
| 14               | 16 липня 2017    | 1,3 %                                 | 1,598 %                               | 1,647 %                               |                                       |
| 15               | 22 липня 2017    | 1,4 %                                 | 1,316 %                               | Н/Д                                   |                                       |
| 16               | 23 липня 2017    | 1,5 %                                 | 1,668 %                               | 1,629 %                               |                                       |
| Середнє значення | Середнє значення | 1,0 %                                 | %                                     | %                                     |                                       |